# Wennen aan de wereld
Wennen aan de wereld is de debuutroman van Elisabeth Keesing uit 1959. De roman handelt over de moeilijkheden welke een op een eiland in de Stille Zuidzee opgegroeide jongen ondervindt, wanneer hij geconfronteerd wordt met de zogenaamd beschaafde westerse maatschappij.

## Inhoud
Op een niet met name aangeduid eiland in de Stille Zuidzee wordt in 1957 door een Amerikaans oorlogsschip een jongen aangetroffen die zowel Engels als Nederlands spreekt. Over de identiteit, nationaliteit en leeftijd van de jongen bestaat veel onduidelijkheid. De jongen zegt zelf Jack Freedom te heten en de zoon te zijn van twee drenkelingen die in december 1942 op het destijds onbewoonde eiland zijn aangespoeld: een Amerikaanse vader (Alan Freedom) en een Nederlandse moeder (Willemien Waardendam). Laatstgenoemden zijn nadien op het eiland overleden, net als enkele andere schipbreukelingen die gelijktijdig met zijn ouders op het eiland zijn aangespoeld. Mogelijk is Jack dezelfde als Jacob, de pasgeboren baby van de Nederlandse vrouw die blijkens aangetroffen documenten in 1942 eveneens op het eiland moet zijn aangespoeld. Maar gelet op zijn baardgroei en uiterlijke kenmerken zou Jack ook de paar jaar oudere Freddy kunnen zijn, een jongen die als 2-jarige eveneens behoorde tot de groep schipbreukelingen. Evenmin kan worden uitgesloten dat de jongen op het eiland is geboren uit de buitenechtelijke relatie tussen Alan Freedom en Willemien Waardendam. Omdat het eiland behoort tot het grondgebied van de Verenigde Staten, zou hij dan de Amerikaanse nationaliteit hebben. Als hij daarentegen een wettige zoon is van Willemien Waardendam heeft hij vermoedelijk de Nederlandse nationaliteit. 
De Amerikaanse autoriteiten besluiten de jongen een paspoort te geven gesteld ten name van John Freedom. Maar omdat zijn Amerikaanse verwanten niet onmiddellijk kunnen worden opgespoord wordt de jongen in eerste instantie afgeleverd bij de familie Waardendam in Wassenaar, die hem erkent als zijnde Jacob (roepnaam Jaap) Waardendam. In Wassenaar ontmoet Jaap ook zijn mogelijk wettige vader, Willemiens voormalige echtgenoot Oswald Lameer. In het keurige Wassenaar slaagt Jaap er niet in om zijn draai te vinden. Zijn moeder heeft hem op het eiland weliswaar allerlei wereldse kennis bijgebracht maar van de meeste zaken heeft Jaap geen werkelijk begrip. Hij moet “wennen aan de wereld”, niet alleen aan allerlei dingen die hij alleen van horen zeggen kent (bijvoorbeeld geld en sneeuw) maar ook aan dingen waarover hij nooit heeft horen praten ( bijvoorbeeld reclame). Problematischer nog dan de wereld van de dingen is die van de immateriële zaken. Jaap begrijpt bijvoorbeeld niet waarom kinderen elkaar pesten, wat straf is en wat een schuine mop. Ook van de verhoudingen tussen de seksen en allerlei daarmee verbonden taboes begrijpt hij weinig. Jaap blijkt bang in mensenmassa’s en druk verkeer en heeft geen begrip voor stadsgeluiden (toeters, bellen, sirenes en carillons). Voor klassikaal onderwijs blijkt hij niet geschikt. Hij snapt niets van de vele regels waarmee het onderwijs is omgeven. Daarbij geeft hij ook nog eens al te openlijk blijk van zijn belangstelling voor meisjes.
Als Jaap van school gestuurd wordt, kiest hij voor een opleiding tot balletdanser in Amsterdam. Dat de meeste andere balletdansers homo zijn laat hem onverschillig. In het besloten danswereldje, waar lichamelijkheid en naaktheid geen taboe zijn, voelt hij zich juist thuis. Onder de artiestennaam Jaap Waarden ontwikkelt hij zich tot een fysiek sterke danser maar het ontbreekt hem aan expressiviteit omdat hij geen emoties kan verbeelden waarvan hij niets begrijpt (bijvoorbeeld jaloezie). Dan komt er bericht uit de Verenigde Staten dat ook de familie Freedom is opgespoord en graag kennis wil maken met de mogelijke zoon van Alan. Jaap breekt zijn danscarrière af en vertrekt, na 16 maanden in Nederland te hebben doorgebracht, naar de Verenigde Staten. Eenmaal aangekomen in Thebe, Massachusetts, blijkt dat de familie Freedom eigenlijk Galudski heet en van Pools-Joodse komaf is. 
Uiteindelijk loopt het niet goed af met Jack/Jacob/Jaap/John Freedom/Galudski/Waarden(dam)/Lameer. Door omstandigheden belandt hij toch weer in Nederland. Aan het eind van de roman bevindt hij zich in de gevangenis waar hij zijn levensverhaal optekent teneinde de rechtbank in kennis te stellen van alle strubbelingen die hij heeft ondervonden bij het wennen aan de wereld. 

## Thema
Het centrale thema in de roman is dat van de buitenstaander die onbewust maatschappelijke taboes doorbreekt en vraagtekens plaatst bij gevestigde verhoudingen. De oorspronkelijke titel die Elisabeth Keesing aan haar debuutroman had willen meegeven luidde Taboebreker maar die al te opzichtige titel viel niet in de smaak bij de uitgeverij. In haar autobiografie Op de muur (1981) heeft Elisabeth Keesing gezegd dat zij zich ten tijde van het schrijven van de roman zelf een schipbreukeling voelde. Als Joodse vrouw die de oorlogsjaren in Indië had doorgebracht, ondervond zij in het Nederland van de jaren vijftig weinig begrip.

## Receptie
Keesings debuutroman viel een gemengd onthaal ten deel. Criticus Kees Fens vond dat de opzet van de roman kunstmatig aandeed: “De jongen is niet meer dan een idee. De omstandigheid dat de schrijfster de jongen het verhaal zelf laat vertellen verergert de kunstmatigheid nog.” Daarentegen was Fens wel te spreken over “de lenige, moeiteloze stijl waarin de roman geschreven is”. Henk Oolbekkink van Het Parool vond dat de mannelijke hoofdpersoon een net iets te “vrouwelijke sensabiliteit” had om geloofwaardig te zijn, al werd daardoor wel “de absurditeit van een in hoofdzaak mannelijke maatschappij […] scherpzinnig ontleed.”
 Voor hedendaagse lezers is het wellicht lastig zich te verplaatsen in een roman die zich duidelijk afspeelt in de jaren vijftig. De verwarring omtrent de identiteit van de jongen zou tegenwoordig gemakkelijk met een DNA-test kunnen worden opgelost.

## Drukgeschiedenis
Wennen aan de wereld verscheen in het voorjaar van 1959 bij uitgeverij Querido. Vijf jaar later werd de roman herdrukt in de goedkope Salamander-pocketreeks van dezelfde uitgeverij. Van 19 oktober 1968 t/m 22 januari 1969 verscheen de roman als feuilleton (79 afleveringen) in het dagblad de Friese Koerier. Sinds 2013 is de roman ook als e-boek verkrijgbaar.